# لیند وارد
لیند وارد (انگلیسی: Lynd Ward؛ ۲۶ ژوئن ۱۹۰۵ – ۲۸ ژوئن ۱۹۸۵) هنرمند تصویرگر و گراورساز روی چوب‌ اهل ایالات متحده آمریکا بود. شهرت او بیشتر به خاطر رمان‌های بی‌کلامی است که با حکاکی روی چوب خلق کرده است؛ آثاری که بعدها پایه‌گذار رمان‌های گرافیکی شدند. لیند وارد علاوه بر گراورسازی روی چوب، در هنرهای چاپ سنگی و متسوتینت نیز استاد بود.

## آثار
او مجموعاً شش رمان بی‌کلام خلق کرد:
- مرد خدا (۱۹۲۹)
- طبل مجنون (۱۹۳۰)
- زیارت وحشی (۱۹۳۲)
- پیش‌درآمدی بر یک میلیون سال (۱۹۳۳)
- آواز بی‌کلام (۱۹۳۶)
- سرگیجه (۱۹۳۷)

هفتمین اثرش ناتمام ماند اما در سال ۲۰۰۱ با عنوان «آخرین رمان بی‌کلام و ناتمام لیند وارد» به شکل محدود منتشر شد.